# 1622 Chacornac
För andra betydelser, se Chacornac.
1622 Chacornac eller 1952 EA är en asteroid i huvudbältet som upptäcktes den 15 mars 1952 av den franske astronomen Alfred Schmitt i Uccle. Den har fått sitt namn efter den franske astronomen Jean Chacornac.
Asteroiden har en diameter på ungefär 8 kilometer och den tillhör asteroidgruppen Flora.